# 东和乡 (互助县)
东和乡，是中华人民共和国青海省海东市互助土族自治县下辖的一个乡镇级行政单位。

## 行政区划
东和乡下辖以下地区：
宋家庄村、大桦林村、小桦林村、黑庄村、克麻村、李家庄村、柳树沟村、麻吉村、山城村、魏家滩村、新庄村、姚家沟村、元山村、袁家庄村、朱家台村、尕寺加村和大庄村。